# Differenza di rischio

Illustrazione di due gruppi: uno esposto a un fattore di rischio e uno non esposto. Il gruppo esposto ha un rischio minore di esito avverso (RD = −0,25, ARR = 0,25). Il risultato negativo (nero) della differenza di rischio tra il gruppo esposto al trattamento (a sinistra) e il gruppo non esposto al trattamento (a destra) è di -0,25 (RD = -0,25, ARR = 0,25).

La differenza di rischio (in inglese: risk difference, RD), chiamata anche eccesso di rischio o rischio attribuibile, è la differenza tra il rischio di un esito nel gruppo esposto e nel gruppo non esposto. È calcolata come {\displaystyle I_{e}-I_{u}}, dove {\displaystyle I_{e}} è l'incidenza nel gruppo esposto ed {\displaystyle I_{u}} è l'incidenza nel gruppo non esposto. Se il rischio di un esito è aumentato dall'esposizione, si usa il termine aumento del rischio assoluto (absolute risk increase, ARI) e si calcola come {\displaystyle I_{e}-I_{u}}. Allo stesso modo, se il rischio di un esito è diminuito dall'esposizione, si usa il termine riduzione del rischio assoluto (absolute risk reduction, ARR) e si calcola come {\displaystyle I_{u}-I_{e}}.
L'inverso della riduzione del rischio assoluto è il numero necessario da trattare, mentre l'inverso dell'aumento del rischio assoluto è il numero necessario per danneggiare.

## Utilizzo nella reportistica
Quando si presentano i risultati di studi randomizzati controllati, si raccomanda di utilizzare una combinazione di misure assolute (come la differenza di rischio) e di misure relative.[4]
La loro utilità può essere illustrata dal seguente esempio di un farmaco ipotetico che riduce il rischio di cancro al colon da 1 caso su 5000 a 1 caso su 10.000 in un anno. La riduzione del rischio relativo è 0,5 (50%), mentre la riduzione del rischio assoluto è 0,0001 (0,01%). In prima approssimazione, la riduzione del rischio assoluto riflette la bassa probabilità di contrarre il cancro al colon, mentre riportando solo la riduzione del rischio relativo, si correrebbe il rischio che i lettori sovrastimino l'efficacia del farmaco.
Autori come Ben Goldacre ritengono che la differenza di rischio sia meglio presentata come un numero naturale: il farmaco riduce da 2 a 1 il numero di casi di cancro al colon se si trattano 10.000 persone. I numeri naturali, utilizzati per esprimere il numero necessario da trattare, sono facilmente comprensibili dai non esperti.

## Inferenza
La differenza di rischio può essere stimata da una tabella di contingenza 2x2:
|                  | Group         | Group |
| Sperimentale (E) | Controllo (C) |       |
| ---------------- | ------------- | ----- |
| Eventi (E)       | EE            | CE    |
| Non-eventi (N)   | EN            | CN    |

La stima puntuale della differenza di rischio è data da:: {\displaystyle RD={\frac {EE}{EE+EN}}-{\frac {CE}{CE+CN}}.}
La distribuzione campionaria di RD è approssimativamente normale, con errore standard:
{\displaystyle SE(RD)={\sqrt {{\frac {EE\cdot EN}{(EE+EN)^{3}}}+{\frac {CE\cdot CN}{(CE+CN)^{3}}}}}.}
L'intervallo di confidenza {\displaystyle 1-\alpha } per RD è quindi:
{\displaystyle CI_{1-\alpha }(RD)=RD\pm SE(RD)\cdot z_{\alpha },},
dove {\displaystyle z_{\alpha }} è la standardizzazione del livello di significatività prescelto.

## Interpretazione bayesiana
Si indichi una malattia con {\displaystyle D} (abbreviazione di disease), e l'evento di assenza di malattia con {\displaystyle \neg D}, l'esposizione con {\displaystyle E} e l'assenza di esposizione con {\displaystyle \neg E}. La differenza di rischio può essere scritta come:
{\displaystyle RD=P(D\mid E)-P(D\mid \neg E).}